# Dominique Searle
Dominique Searle, MBE, (2 d'abril de 1960) és un periodista gibraltareny fill del també periodista Jon Morgan Searle. Està casat i té tres fills.

## Biografia
Searle va néixer a Gibraltar, a l'Hospital St. Bernard (on treballava la seva mare). Va ser un dels primers alumnes admesos a la Bayside Comprehensive School. El seu primer treball va ser en el Sacarello's Coffee.
Després del seu temps a Bayside, Searle va anar a Anglaterra per estudiar a la Universitat d'Essex, on es va graduar en Literatura, i va obtenir un mestratge en Sociologia de la literatura. Va ser també a Essex on va conèixer la seva dona, Sattie. El 1984, la parella va tornar a Gibraltar, on Searle va començar a treballar per al Gibraltar Chronicle. El 1996, es va convertir en editor del diari, en substitució de Francis Cantos.
El 2004, l'any del Tricentenari, va rebre un MBE pel seu treball en el Chronicle.